# قره‌تپه (شاهین‌دژ)
قره‌تپه، روستایی از توابع بخش مرکزی شهرستان شاهین‌دژ در استان آذربایجان غربی ایران است.

## جمعیت
این روستا در دهستان محمودآباد قرار دارد و براساس سرشماری مرکز آمار ایران در سال ۱۳۸۵، جمعیت آن ۵۳۱ نفر (۱۳۷ خانوار) بوده‌است.